# Efeitos do furacão Sandy em Nova York
Os efeitos do furacão Sandy em Nova Iorque foram uma série e eventos causados pelo Furacão Sandy ao atingir o estado de Nova York, especialmente a cidade de Nova York, a Região Metropolitana de Nova York e também a região de Long Island. Os impactos causados pelo Sandy incluíram a inundação do sistema de metrô de Nova York, de muitas comunidades suburbanas e de todos os túneis rodoviários que entram em Manhattan, exceto o Lincoln Tunnel. A Bolsa de Nova York fechou por dois dias consecutivos. Inúmeras casas e empresas foram destruídas pelo fogo, incluindo mais de 100 casas em Breezy Point, Queens. Grandes partes da cidade e áreas vizinhas perderam eletricidade por vários dias. Milhares de pessoas no centro de Manhattan foram evacuadas por seis dias devido a um colapso de um guindaste. O Bellevue Hospital Center e alguns outros grandes hospitais foram fechados e evacuados. Inundações no número 140 da West Street interromperam a comunicação de voz e dados na parte baixa de Manhattan.
Pelo menos 53 pessoas morreram em Nova York como resultado da tempestade. Milhares de casas e cerca de 250 mil veículos foram destruídos durante a tempestade, e as perdas econômicas na cidade de Nova York foram estimadas em cerca de US$ 19 bilhões, com estimados US$ 32,8 bilhões necessários para a restauração em todo o estado.

## Preparativos
Em 28 de outubro, o governador de Nova York, Andrew Cuomo, declarou estado de emergência para todos os condados do estado. Ele também pediu uma declaração pré-desastre para melhor acesso à assistência federal. Ed Mangano, do Condado de Nassau, ordenou evacuações voluntárias em diversas regiões, principalmente aquelas muito próximas ao nível do mar. Abrigos foram abertos na Levittown Memorial High School, na Locust Valley High School, na Nassau Community College e na SUNY Old Westbury. No condado de Suffolk, as autoridades ordenaram a evacuação obrigatória para os residentes de Fire Island e nas zonas de alta ondulação da Babilônia, Brookhaven, Islip, Riverhead, Southampton e Southold. Abrigos foram abertos na Hampton Bays High School, na Sachem East High School e no Brentwood High School Sonderling Building. A maioria das escolas fechou nos condados de Nassau e Suffolk em 29 de outubro.

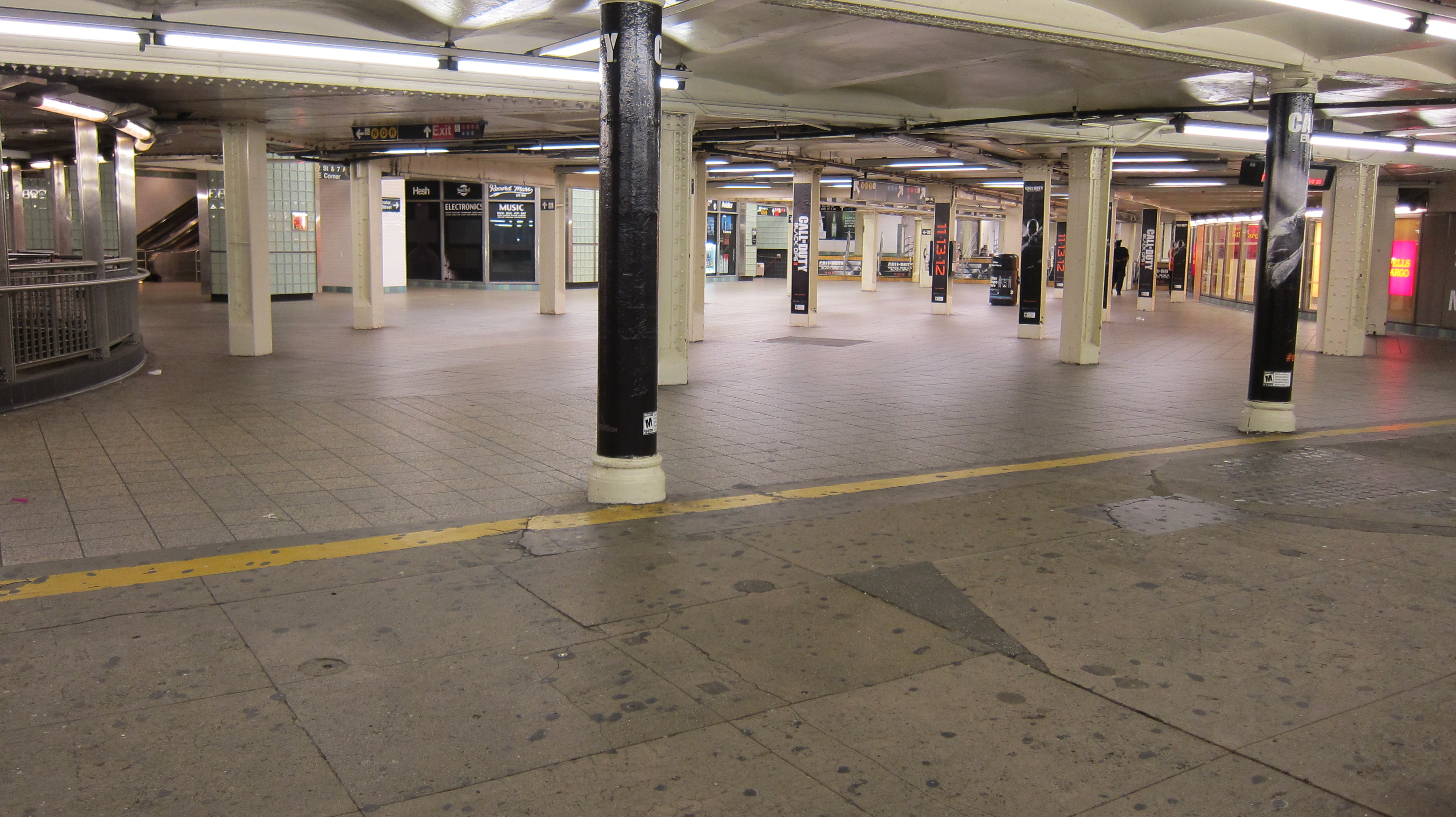
Estação Times Square do metrô esvaziada

Em 28 de outubro, o presidente Barack Obama assinou uma declaração de emergência para o estado de Nova York. A Ferrovia Metro-Norte e a Estrada de Ferro de Long Island suspenderam seu funcionamento às 19h de 27 de outubro até 29 de outubro e possivelmente em 30 de outubro. A Starbucks fechou todas as suas lojas na cidade de Nova York e em Long Island no dia 28 de outubro às 16h para permitir que os funcionários cheguem em casa antes que o sistema de trânsito seja desligado. As lojas permaneceram fechadas em 29 de outubro. A Ponte de Tappan Zee foi fechada em 29 de outubro às 16h devido às condições do vento.
O prefeito Michael Bloomberg disse a repórteres em 26 de outubro que a cidade começou a tomar precauções, mas disse que na época não havia necessidade de evacuações obrigatórias e nenhum plano para suspender o transporte coletivo da cidade ou cancelar aulas nas escolas. Mas em 28 de outubro, o governador Cuomo ordenou a MTA, incluindo o metrô, que fossem fechados. Em  uma conferência de imprensa imediatamente após o anúncio de Cuomo, o prefeito Bloomberg ordenou que as escolas públicas fossem fechadas em 29 de outubro. Ele ordenou evacuações obrigatórias para a Zona A, que inclui a extremidade sul de Manhattan, as áreas de Coney Island- Brighton Beach e Red Hook do Brooklyn, toda a península de Rockaways, grande parte de Staten Island, City Island e parte da área Throggs Neck no Bronx. Em 28 de outubro, as autoridades ativaram o plano de emergência do litoral da cidade, com o fechamento do metrô e a evacuação de moradores em áreas atingidas durante o furacão Irene em agosto de 2011. Mais de 76 abrigos de evacuação foram abertos pela cidade.

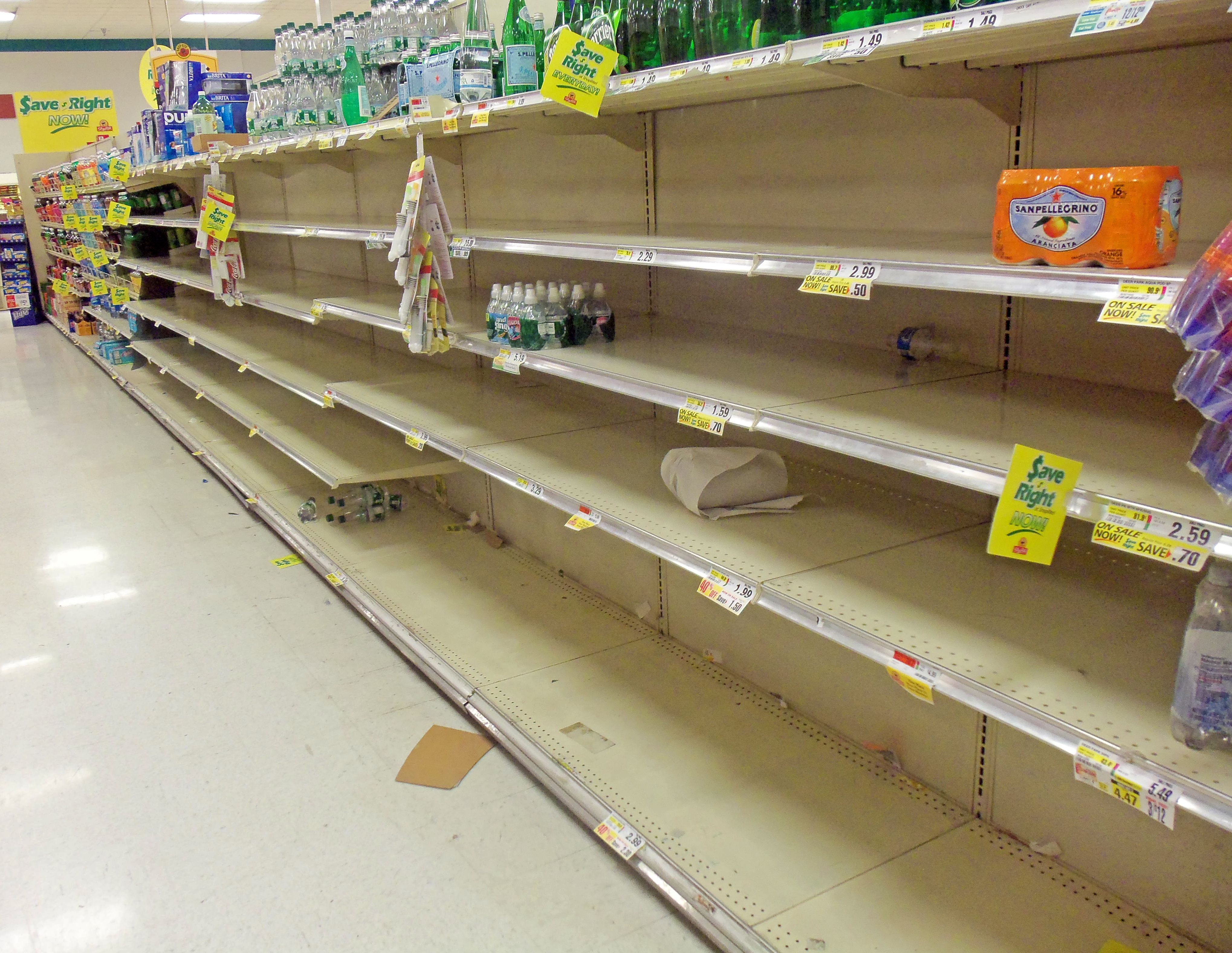
Prateleiras de supermercados ficam vazias

O MTA anunciou que todos os serviços de metrô, ônibus e trens suburbanos seriam suspensos, começando às 19h00 de 28 de outubro e devendo continuar suspenso até 30 de outubro. Todos os serviços e estações de trem foram fechados às 12h01 de 29 de outubro 29. 200 tropas da Guarda Nacional foram implantadas na cidade. Todas as transportadoras de ônibus no Terminal rodoviário de Port Authority fecharam às 3 da manhã de 29 de outubro. O pregão dos Estados Unidos foi suspenso para 29 de outubro e 30 de outubro. Foi o primeiro fechamento de dois dias desde a Grande Nevasca de 1888. Todos os tribunais estaduais foram fechados em 29 de outubro, exceto para denúncias e pedidos de emergência. O NYU Langone Medical Center cancelou todas as cirurgias e procedimentos médicos, exceto para procedimentos de emergência.
Em 27 de outubro, o Google adiou um evento planejado em Nova York devido à tempestade. Os serviços da Balsa de Staten Island e Balsa do East River foram suspensos pelo menos até o dia 29 de outubro. A maioria das pontes e túneis foi fechada. As principais transportadoras cancelaram todos os voos para os aeroportos JFK, LaGuardia e Newark-Liberty até que fosse seguro viajar. Os proprietários do teatro da Broadway cancelaram todas as apresentações de 28 de outubro à noite e 29 de outubro. As regulamentações de estacionamentos alternativos e parquímetros foram suspensas em 29 de outubro. O Grand Central Terminal, o Central Park e o Battery Park fecharam em 29 de outubro. O Holland Tunnel e o Brooklyn-Battery Tunnel fecharam em 29 de outubro. A Ponte Tappan Zee foi fechada mais tarde naquele dia.

## Rescaldo imediato
Enquanto se moviam para terra firme em Nova Jersey, os lados norte e leste do Sandy eram caracterizados por chuvas leves e esporádicas, mas com ventos fortes. A precipitação em Nova York alcançou 87 mm em Sherman, na parte ocidental extrema do estado. A maior rajada de vento registrada em Nova York foi de 140 km no Islip. Complementado pela maré alta, a onda de tempestade foi de aproximadamente 14 pés acima da média da maré baixa, inundando muitos túneis e danificando equipamentos elétricos. O furacão de Norfolk e Long Island, de 1821, foi igualmente poderoso, mas atingiu a maré baixa e causou menos inundações.
A Secretária de Saúde e Serviços Humanos dos Estados Unidos, Kathleen Sebelius, declarou uma emergência de saúde pública em 31 de outubro para Nova York. Em resposta, a Agência Federal de Gerenciamento de Emergências (FEMA) enviou 30 equipes de trabalhadores para áreas danificadas da região de Nova York. [32]

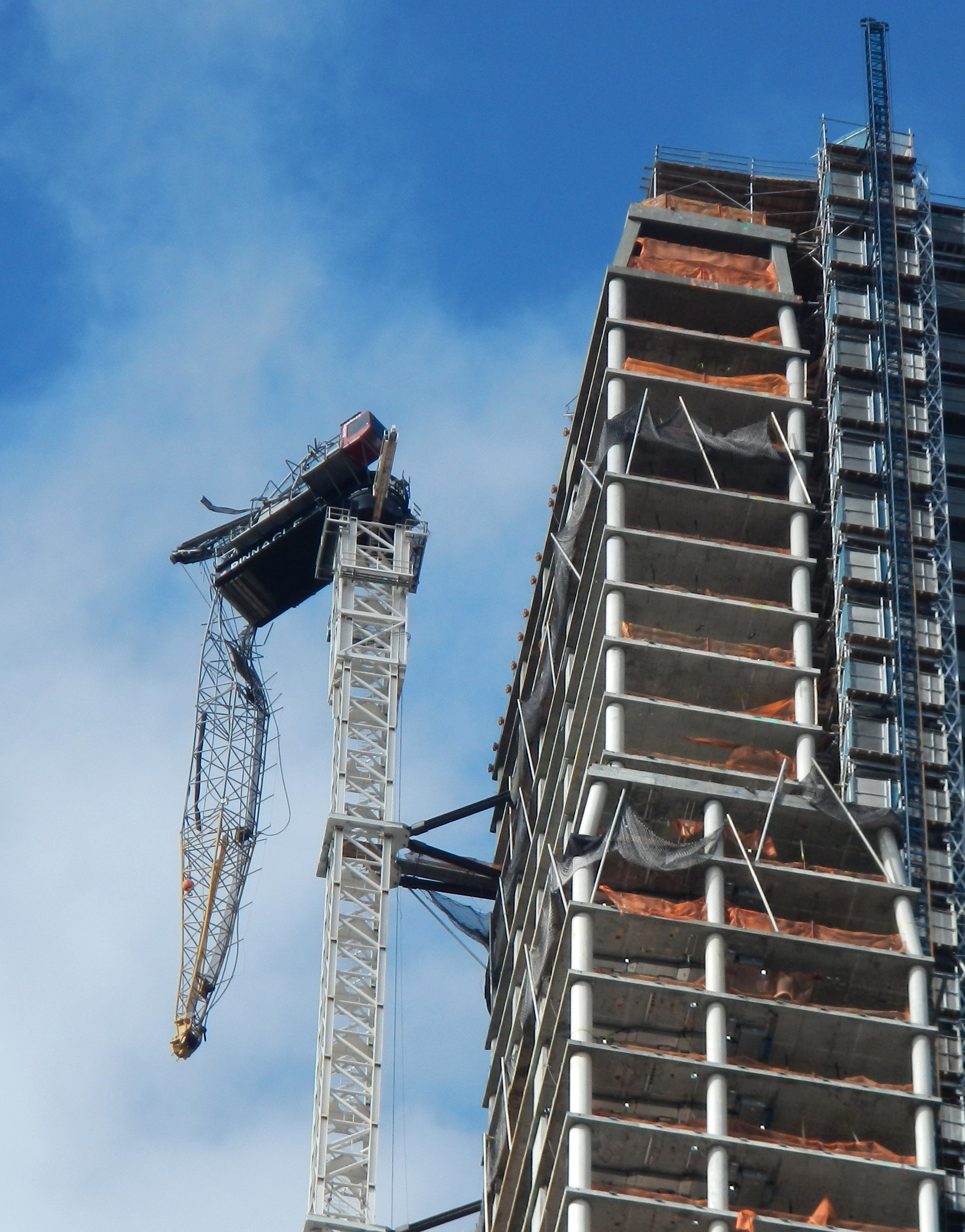
Colapso de um guindaste em Manhattan

Durante uma entrevista coletiva em 1 de novembro, o prefeito Bloomberg anunciou que a maioria dos parques seria reaberta em 3 de novembro; que Coney Island, Rockaways e partes de Staten Island obteriam centros temporários para a distribuição de refeições e garrafas de água; que a AT&T levaria pontos de carregamento de celulares e de serviço de celular para certas áreas da cidade de Nova York; e que 400 membros da Guarda Nacional deviam ir de porta em porta entregar refeições e suprimentos a residentes idosos e em casa. Um fundo de ajuda foi criado para os moradores de Staten Island. A Time Warner Cable doou US$ 500.000 para o Fundo do Prefeito para Avançar na Cidade de Nova York e US$ 50.000 para a Cruz Vermelha do Nordeste de Nova York e a Cruz Vermelha do Norte de Nova Jersey. Eles também enviaram veículos com estações de carregamento móveis e pontos de acesso Wi-Fi gratuitos, além de abrir todos os seus pontos de WiFi na cidade.
A secretária de Segurança Interna dos Estados Unidos, Janet Napolitano, percorreu a ilha em 2 de novembro. No mesmo dia, o estado de Nova York criou um fundo de US$ 100 milhões para ajudar as pessoas que foram mais duramente atingidas. Em 3 de novembro, o Memorial & Museu Nacional do 11 de Setembro estava sendo bombardeado de água da enchente e só foi reaberto no dia 6. Cinco postos de gasolina móveis de emergência foram implantados pelos militares no mesmo dia, oferecendo 10 litros por pessoa. Milhares de corredores que vieram para a cidade para participar da Maratona de Nova York se encontraram no Central Park em 4 de novembro; Como a maratona foi cancelada, muitos foram para Staten Island para ajudar as vítimas da tempestade.
Em 5 de novembro, meteorologistas começaram a rastrear um navio costeiro que ameaçou os esforços de limpeza e recuperação no estado em 7 e 8 de novembro. O Centro Médico NYU Langone, evacuado durante a tempestade, começou a reabrir no mesmo dia e cerca de 750 trabalhadores retomaram a construção no Marco Zero. O governador Cuomo assinou uma ordem executiva dizendo que os nova-iorquinos deslocados poderiam votar nas eleições nos Estados Unidos em 2012 em qualquer local de votação no estado.
Em 7 de novembro, o governador Cuomo demitiu Steven Kuhr, chefe do Departamento de Gerenciamento de Emergências de Nova York, depois que Cuomo descobriu que Kuhr havia enviado trabalhadores do condado de Suffolk para limpar uma árvore na entrada de sua própria casa em Long Island, enquanto outras vítimas precisavam de ajuda. Um dia depois, Cuomo disse que o dano estimado por tempestades no Estado de Nova York foi de US$ 33 bilhões. Nova York e os condados de Nassau e Suffolk impuseram o racionamento de gasolina no sistema "ímpar-par", como Nova Jersey, para aliviar o congestionamento e a frustração nos postos de gasolina. O sistema começou em 9 de novembro, na sequência de uma escassez. Cuomo também renunciou temporariamente a certos impostos e restrições de poluição nas entregas de combustível.

### Fechamentos de instalações
As escolas de Nova York permaneceram fechadas até sexta-feira, 2 de novembro, com as aulas sendo retomadas na segunda-feira para a maioria dos estudantes; mas até 40.000 ficaram em casa até 7 de novembro. Cinquenta e sete escolas ainda estavam inundadas a partir dessa data. Muitas faculdades e universidades e escolas de ensino fundamental e médio na área de três estados também cancelaram as aulas.
A Estátua da Liberdade foi fechada em 29 de outubro, um dia depois de sua grande reabertura. Tanto a estátua quanto a Ellis Island permaneceram fechadas até o final do ano de 2012; a estátua reabriu em 4 de julho de 2013, enquanto Ellis Island permaneceu fechada até 2014.
O Departamento de Parques, Recreação e Preservação Histórica do Estado de Nova York fechou todos os parques estaduais em Long Island até novo aviso, devido a árvores derrubadas, galhos balançando, erosão da praia e calçadões danificados.
Em 6 de novembro, Bloomberg anunciou o fechamento de parques, playgrounds e praias novamente por 24 horas, começando ao meio-dia de 7 de novembro, quando ventos se aproximavam do noroeste. Também em 6 de novembro, John Jay High School, no Brooklyn, que estava sendo usada como abrigo para as vítimas Sandy, foi fechada depois que cerca de uma dúzia de refugiados da tempestade apresentaram um vírus estomacal. Bloomberg disse que a escola seria fechada em 7 de novembro, em vez de abrir para as aulas, como programado, para que pudesse ser limpa e reaberta.

### Transporte

#### Hidrovias e serviços

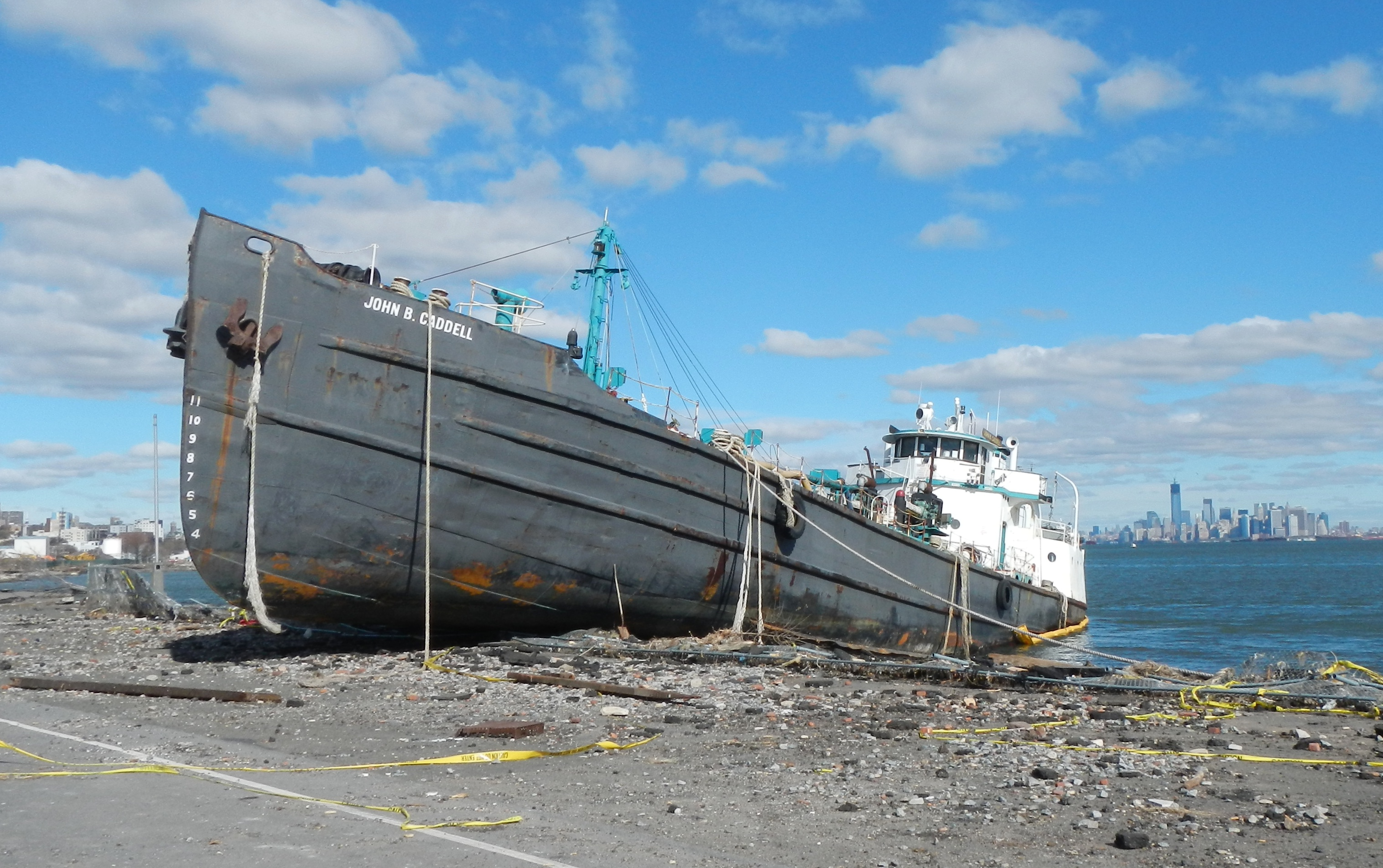
Petroleiro encalhado em Staten Island

Em 30 de outubro, o petroleiro John B. Caddell foi levado à praia em Staten Island. Em 31 de outubro, as balsas da NY Waterway entre o condado de Hudson, em Nova Jersey, e Manhattan retomaram o serviço. A balsa de Staten Island retomou o serviço completo em 2 de novembro e a ferrovia de Staten Island no dia seguinte.
Em 1º de novembro, os navios de combustível começaram a chegar ao porto de Nova York que já havia sido reaberto. Em 2 de novembro, o governador Cuomo assinou uma ordem executiva que continha as exigências do estado de que os tanques de combustível se registrassem e pagassem um imposto antes do descarregamento.

#### No solo
A ponte George Washington, a ponte Throgs Neck Bridge, a Ponte Verrazano-Narrows e a ponte Whitestone fecharam às 19h00. Todos os túneis rodoviários de Manhattan, exceto o Lincoln Tunnel, foram inundados e fechados, assim como túneis subterrâneos sob o East River e o sistema de metrô. O serviço de ônibus limitado foi retomado em 1 de novembro, com dois túneis de East River (Ruas 59 e 63) em operação e serviços de ônibus para Manhattan a partir dos terminais do Brooklyn. A Long Island Rail Road permaneceu fechada devido a danos causados por tempestades até 8 de novembro de 2012. O LIRR reabriu com serviços parciais para a maioria de suas filiais, excluindo Long Beach. O Nassau Inter-County Express e o Suffolk County Transit suspenderam e/ou limitaram bastante o serviço durante a tempestade. Em resposta ao alagamento de túneis e outras infraestruturas, o Corpo de Engenheiros do Exército dos Estados Unidos enviou sua Equipe Nacional de Desflorestação.
Em 31 de outubro de 2012, o serviço de ônibus MTA começou a operar em um horário regular. O sistema de metrô foi testado com planos de retomar o serviço limitado a 14 dos 23 serviços em 1 de novembro. Os serviços do PATH permaneceram suspensos; a Long Island Rail Road retomou o serviço limitado por hora; e o Metro-North restaurou o serviço de hora em hora em sua linha Harlem entre North White Plains e Grand Central Terminal. Todas as pontes e túneis estavam abertos, exceto o túnel Hugh L. Carey. A Amtrak forneceu serviços modificados a partir de 1º de novembro, e o Terminal de Ônibus da Autoridade Portuária reabriu sem o serviço das Linhas Greyhound ou ônibus para Nova Jersey.
Na manhã de 1 de novembro, o primeiro trem, um trem A, saiu da Estação Pensilvânia três dias depois que os túneis foram inundados. O serviço de metrô na parte baixa de Manhattan, com exceção da Linha Lexington Avenue e do Brooklyn, foi desconectado. O trem G (que é uma rota de cruzamento entre Queens e Brooklyn), bem como o ônibus Rockaway Park e os trens B , C e Z de meio período, também foram suspensos. O governador Cuomo retirou a cobrança de tarifas em trens e ônibus da MTA até o dia 5 de novembro.
O Holland Tunnel abriu para os ônibus somente em 2 de novembro. As restrições de faixas exclusivas em pontes e o Lincoln Tunnel terminaram nesse dia. Em 3 de novembro, 80% do serviço de metrô foi restaurado. Em 6 de novembro, o Queens Midtown Tunnel reabriu uma pista para os ônibus que entravam e saíam de Manhattan durante a hora do rush. O Holland Tunnel reabriu em 7 de novembro às 5 da manhã EST, enquanto o Queens-Midtown Tunnel reabriu em 9 de novembro às 6 da manhã EST. O Túnel Hugh L. Carey abriu em 12 de novembro para o serviço limitado de ônibus na hora do rush.

#### Aeroportos e companhias aéreas
A Delta Air Lines cancelou todos os voos do Aeroporto LaGuardia até 30 de outubro às 20h. Os três principais aeroportos que servem Nova York, JFK, LaGuardia e Newark foram fechados a partir das 20h do dia 29 de outubro. Mais de 8000 voos foram cancelados até às 16h00 do dia 30 de outubro. Newark teve um total de 2400 voos cancelados. A partir do início da manhã 31 de outubro de cerca de 3000 voos foram cancelados, mas JFK e Newark começaram a retomar suas operações após as 7:00 enquanto que o LaGuardia foi reaberto em 1 de novembro às 7:00.

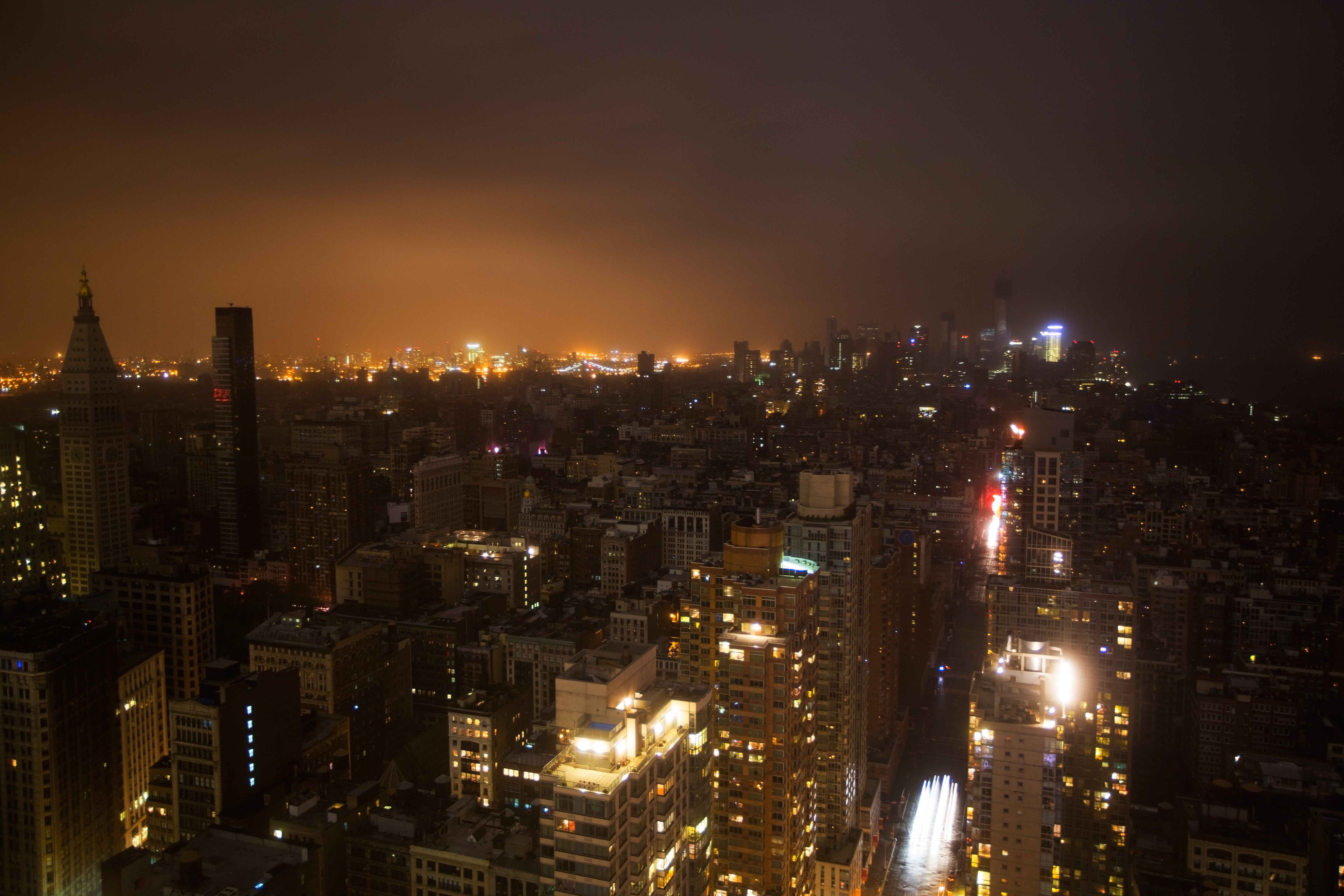
Após a passagem do furacão vários pontos de Manhattan ficaram sem energia

### Eventos programados
O Desfile de Halloween do Village, realizado anualmente em 31 de outubro, foi cancelado devido a condições de blecaute em Greenwich Village. Um desfile similar no bairro de Park Slope, no Brooklyn, também foi cancelado pelo mesmo motivo. Depois de muitas reclamações de que a corrida pelas áreas afetadas pareceria insensível e pressionaria ainda mais a polícia e outros trabalhadores que seriam melhor empregados nos esforços de recuperação, o prefeito Bloomberg anunciou no final da tarde de 2 de novembro que a Maratona de Nova York havia sido cancelada. O evento aconteceria no domingo, 4 de novembro. Os oficiais da maratona disseram que ela não seria remarcada.
O jogo de abertura no Barclays Center válido pela NBA entre o Brooklyn Nets e o New York Knicks originalmente programado para ocorrer em 1 de Novembro foi remarcado para 26 de novembro. O jogo de futebol entre o New York Red Bulls e o DC United nos playoffs da Major League Soccer de 2012, marcado para 3 de novembro, teve o mando de campo invertindo, com a primeira partida acontecendo em Washington devido a uma falta de energia na Red Bull Arena, em Nova Jersey. O jogo de volta, que seria realizado no dia de 7 de novembro, foi prorrogado por mais uma dia, desta vez por causa da neve.

## Evacuações e resgates durante a tempestade
O Centro Médico Langone da Universidade de Nova York foi evacuado em 29 de outubro, depois que os geradores de energia do hospital falharam devido a inundações. Mais de 200 pacientes foram transferidos com segurança para outros hospitais. O Bellevue Hospital Center (com cerca de 500 pacientes), o Coney Island Hospital e o Palisades Medical Center são outros hospitais da área da cidade de Nova York que foram parcialmente ou totalmente evacuados.
Os Serviços Médicos de Emergência da cidade de Nova York enfrentaram uma série de desafios e retrocessos durante a tempestade relacionados à inundação, fechamento e evacuação de hospitais e estações FDNY em toda a cidade. O Hospital Downtown foi fechado em preparação para a tempestade, mas vários hospitais foram forçados a fechar durante a tempestade, incluindo o Bellevue Hospital, o NYU Hospital, o Manhattan VA Hospital, o Metropolitan Hospital, o Coney Island Hospital e o St. Johns Hospital. Um incêndio ocorreu no quarto andar do Hospital Coney Island, o que se mostrou difícil para o acesso de recursos de incêndio devido a inundações, ventos fortes e fios soltos. Quatro de cada cinco estações do corpo de bombeiros em Manhattan foram evacuadas durante a tempestade quando as enchentes começaram a cercar as estações em áreas baixas. A estação 16, localizada no Harlem Hospital, não precisou ser evacuada.
Em 29 de outubro, tropas da Guarda Nacional chegaram a Island Park, em Nova York, como relatos de uma explosão de subestação que foram oficialmente negados posteriormente. Em 30 de outubro, uma equipe de resgate de helicópteros transportou por via aérea cinco adultos e uma criança do telhado de uma casa de Staten Island, que estava quase submersa pelas águas alagadas.
Em 31 de outubro, as tropas da Guarda Nacional e a polícia local estavam evacuando o último dos 700 pacientes de Bellevue para outros hospitais e abrigos locais. Em 6 de novembro, alguns dos moradores do estado que haviam sido evacuados, tiveram que ser evacuados uma segunda vez devido a uma tempestade que deveria trazer ventos fortes, chuva e neve para áreas de Nova York.

## Danos causados
Em 26 de novembro, o governador Cuomo disse que o Sandy custou ao Estado US$ 32 bilhões em danos e perdas. O prefeito Bloomberg anunciou no início do dia que a tempestade causou prejuízos de US$ 19 bilhões na cidade de Nova York, valor que foi incluído na estimativa dada por Cuomo. Na época do desastre, um total de 43 civis morreram em Nova York como resultado do furacão.

### Eletricidade
Na manhã de 1º de novembro, a Con Ed havia restaurado duas redes de energia, mas ainda havia mais de 600.000 clientes sem energia nos cinco distritos. Con Ed previu que a maior parte de Manhattan seria totalmente restaurada em 3 de novembro. Na tarde do mesmo dia, a Con Ed disse que esperava "restaurar a grande maioria dos clientes que perderam energia no fim de semana de 10 e 11 de novembro". As restaurações restantes do cliente poderiam levar mais uma semana.
A partir da manhã de 2 de novembro, mais de 1,3 milhão de clientes ficaram sem energia, ante 2,2 milhões. A partir das 5h00 da manhã, a Con Edison disse que 226.000 clientes careciam de serviços em Manhattan, 84.000 em Queens, 35.000 em Brooklyn, 54.000 em Staten Island 31.000 no Bronx e 140.000 em Westchester. Em Long Island, a LIPA disse que ainda tinha cerca de 532.000 clientes sem energia, abaixo dos 900.000. Na noite de 2 de novembro, a LIPA disse que eles esperavam reduzir o número de interrupções de clientes em 150.000 até 4 de novembro.
| Quantidade de clientes que ficaram sem energia elétrica |           |        |          |        |           |        |
| Data                                                    | Manhattan | Queens | Brooklyn | Bronx  | S. Island | Ref.   |
| 3 de novembro (03h00)                                   | 94.769    | 81.372 | 31.448   | 26.252 | 37.504    | [ 71 ] |
| 3 de novembro (20h00)                                   | 9.211     | 74.067 | 24.707   | 19.501 | 27,842    | [ 72 ] |
| 5 de novembro (12h00)                                   | 3.825     | 38.397 | 22.887   | 8.282  | 17.465    | [ 73 ] |

### Incêndios
Em 30 de outubro, mais de 190 bombeiros combateram seis disparos de alarme que destruíram 111 estruturas e danificaram outras 20 em Breezy Point, Queens, como resultado da tempestade. A área estava sob ordens de evacuação, mas alguns moradores não fugiram da tempestade. Um bombeiro e dois moradores ficaram feridos. Os socorristas estavam com a água na altura do peito e tiveram que usar um barco para alcançar os sobreviventes. Uma explosão de transformador é suspeita de ter causado o incêndio. Em 31 de outubro, os moradores de Breezy Point se comprometeram a reconstruir sua comunidade.
O condado de Suffolk sofreu um surto de incêndios no rescaldo da tempestade, com dez ocorrências separadas ocorrendo de uma só vez como resultado de árvores caídas com colapso nas linhas de energia e explosões de transformadores. Combinada com as enchentes, a situação sobrecarregou fortemente os socorristas, levando a casos em que os bombeiros ficaram presos devido à subida das águas enquanto trabalhavam para salvar os moradores afetados. Um lar em West Babylon e outro em Lindenhurst estavam queimando continuamente, e ambos tiveram que ser derrubados com tratores.

### Ventos
Ventos fortes fizeram um guindaste sobre o edifício One57 desmoronar, fazendo com que a área fosse evacuada em 29 de outubro. O guindaste foi preso ao prédio em 3 de novembro e a Rua 57 Oeste reabriu para o tráfego naquela noite. O ônibus espacial Enterprise, a bordo do convés  do USS Intrepid, no rio Hudson, foi danificado. A estrutura inflável do ônibus parecia ter sido esvaziada e depois rasgada pelos ventos fortes.

### Estruturas
A tempestade danificou, destruiu ou inundou severamente cerca de 100.000 casas em Long Island. Em 10 de dezembro de 2012, mais de 2.000 residências foram consideradas inabitáveis. Outras estruturas danificadas incluíam centros comunitários no sul do Brooklyn. Os escritórios do Conselho da Comunidade Judaica da Grande Coney Island. O Old Orchard Shoal Light no porto de Nova York também foi destruído pelo furacão.

## Campo político
O furacão danificou muitas casas além da habitabilidade. O governador Cuomo trabalhou em estreita colaboração com o presidente Barack Obama e com o governador Chris Christie, de Nova Jersey. Cuomo permitiu que os eleitores de Nova York, através de uma disposição específica destinada a acomodar os deslocados, lançassem votos provisórios para a eleição de 2012 em qualquer lugar no estado de Nova York. Ele também nomeou uma comissão para examinar as respostas dos serviços públicos de Nova York aos danos causados pela tempestade e para ajudar a reduzir os custos de energia dos moradores afetados pelos danos. A administração de Cuomo usou US$ 140 milhões dos fundos originalmente alocados para essa comissão, a fim de pagar pela transmissão de anúncios de TV nacionais incentivando as empresas a voltarem a Nova York após o desastre. Muitos foram críticos do esforço, incluindo o ex-governador de Nova York, Eliot Spitzer, que chamou os anúncios de "buço" e "um desperdício de dinheiro do contribuinte".
O governador Christie, um republicano, foi criticado pelos seus colegas de partido por seu elogio público ao presidente Obama, um democrata, durante e após sua visita pós-Sandy a Nova Jersey. Embora Christie tenha endossado o candidato republicano Mitt Romney na eleição presidencial de 2012, os críticos reclamaram que o relacionamento de Christie com Obama após Sandy prejudicou Romney nas urnas. Vários anos depois, durante a campanha de Christie para presidente, os opositores republicanos continuaram a levantar a questão de seu relacionamento pós-Sandy com Obama. O incidente foi pelo menos em parte responsável pelo fracasso de Christie em ganhar a nomeação republicana para presidente.

## Galeria de imagens

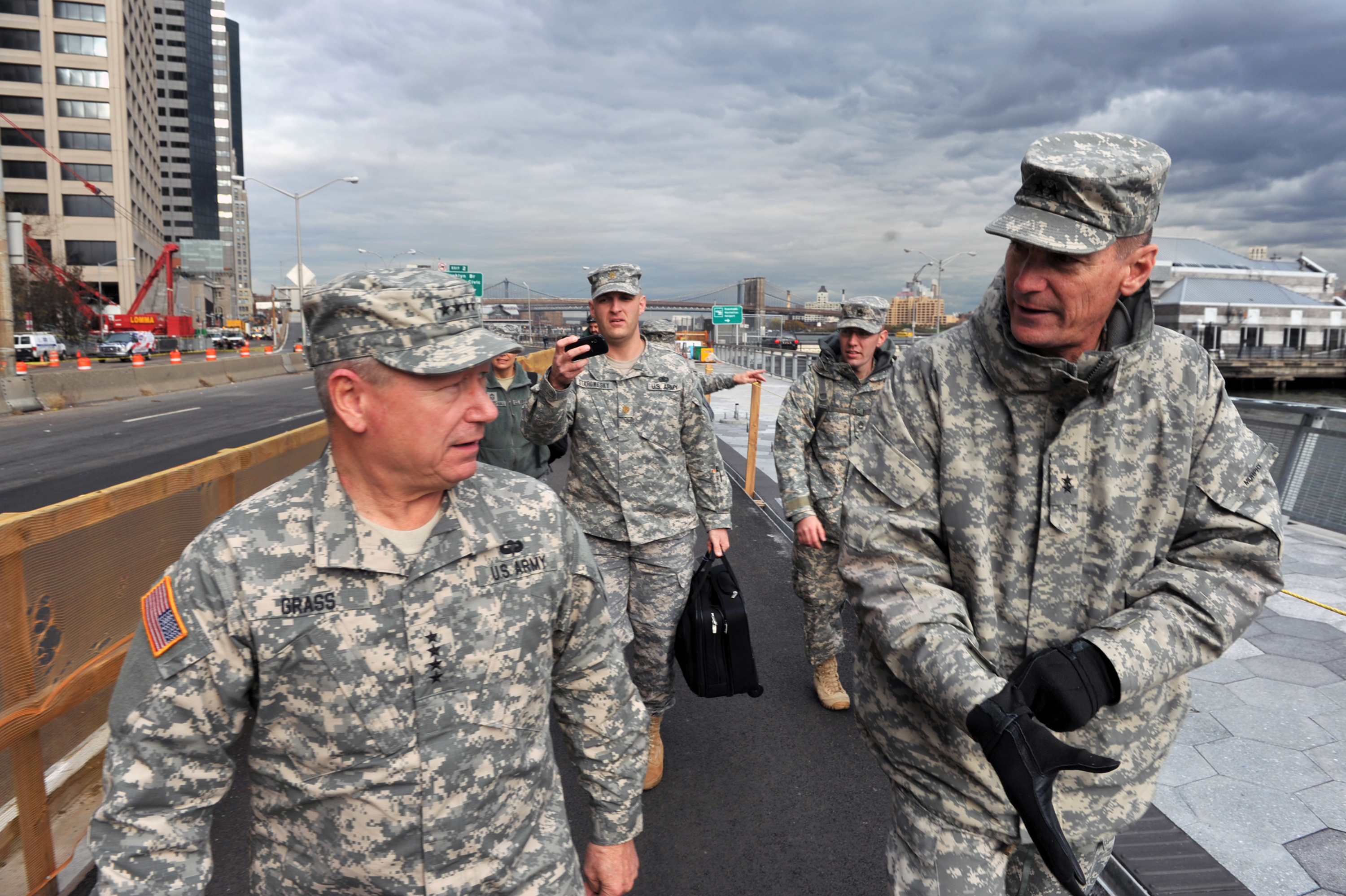
Soldados da Guarda Nacional trabalham em Manhattan
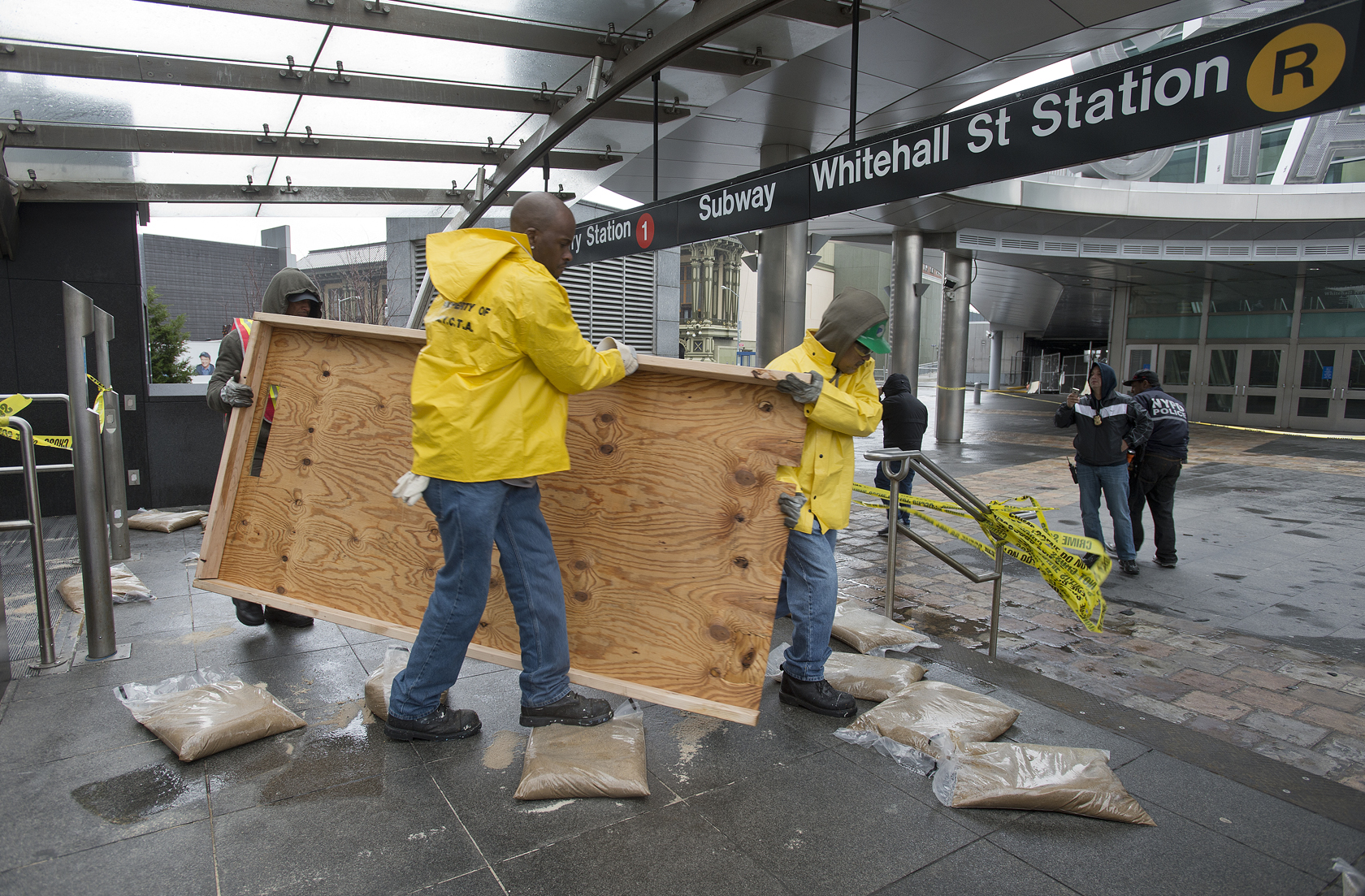
Funcionários do metrô trabalham na restauração de estação
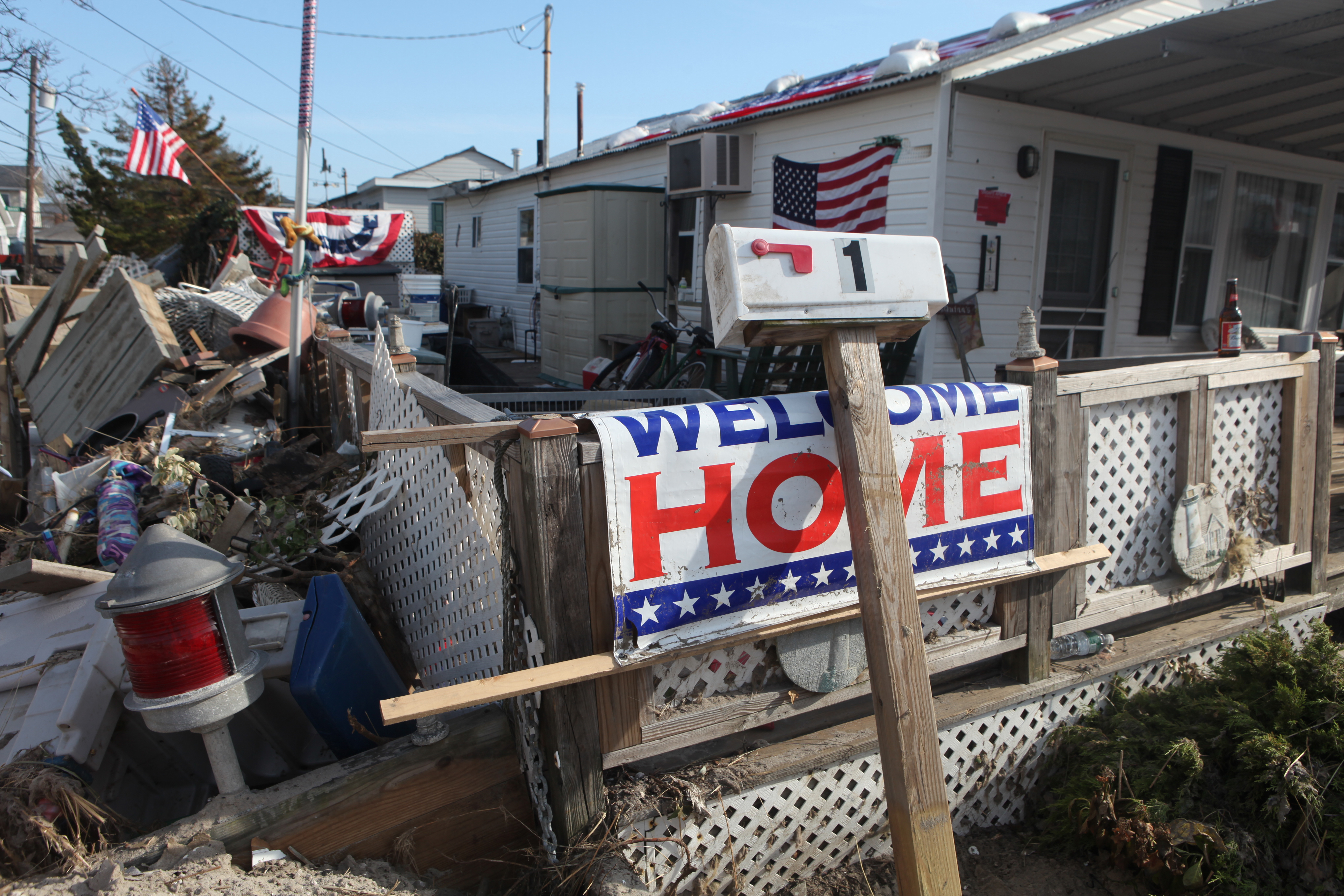
Destruição causada pelo furacão em Breezy Point
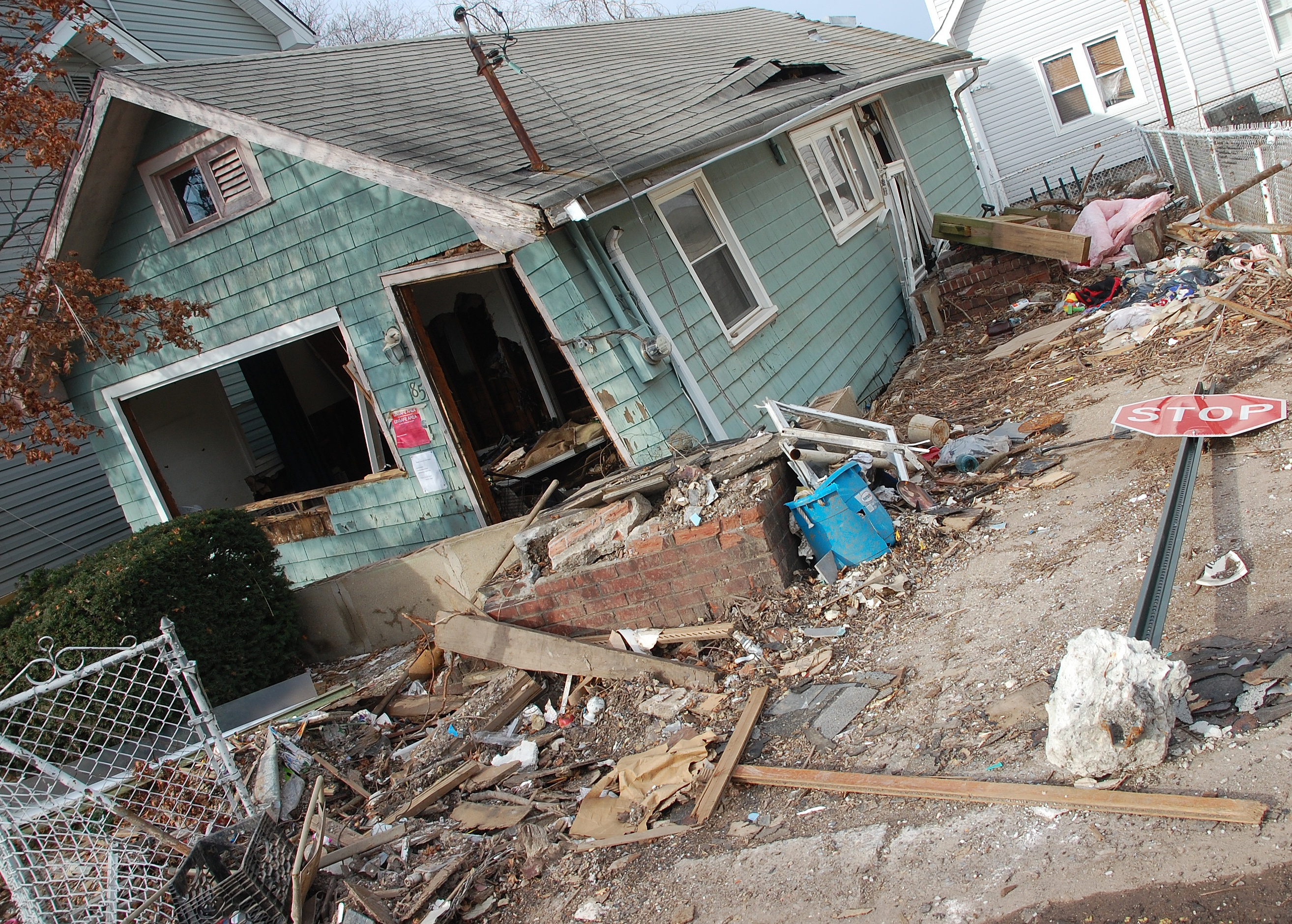
Casa destruída pela passagem do furacão em Staten Island
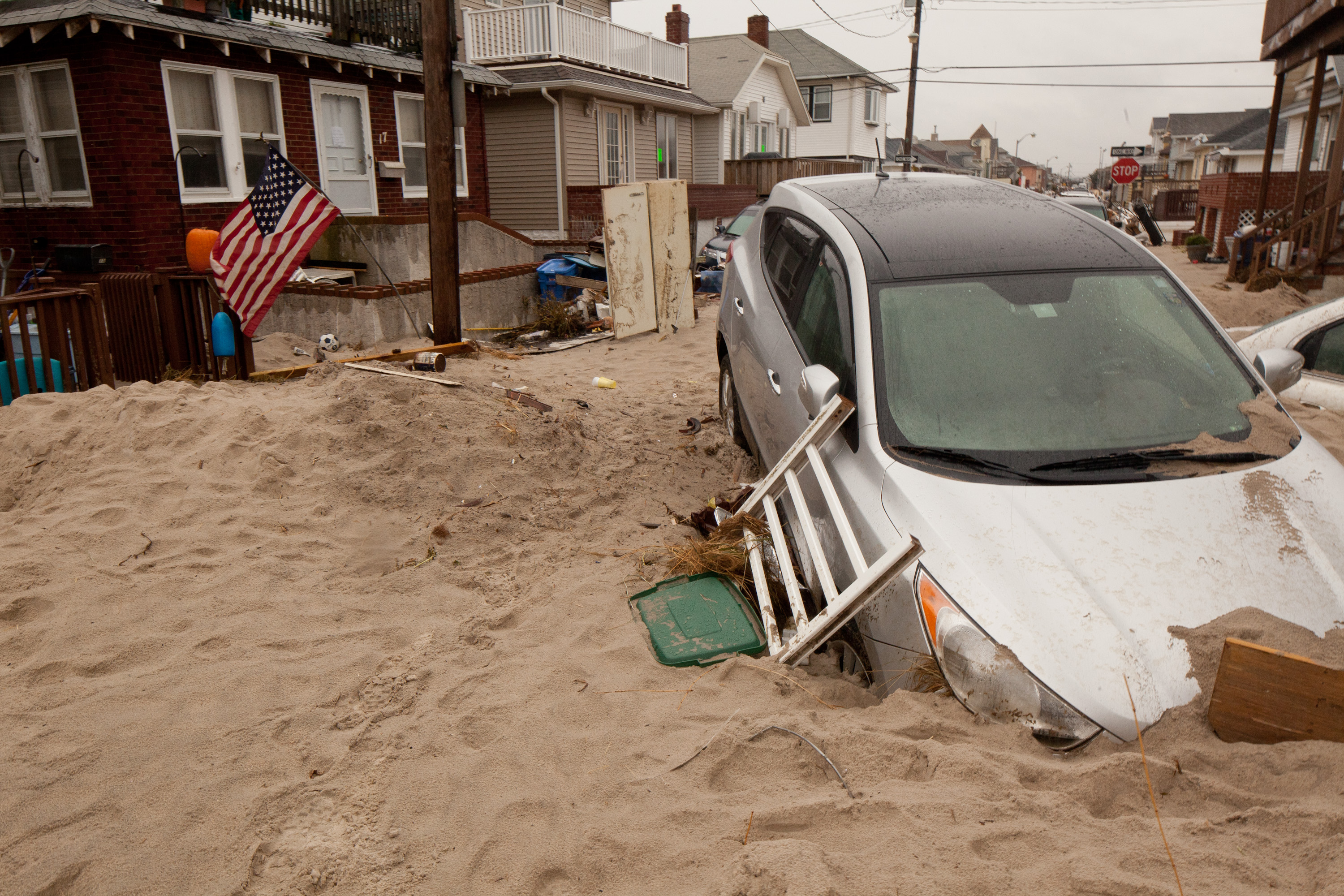
Danos causados pela passagem do furacão em Long Island

## Saques
Saqueadores e ladrões foram presos em Coney Island, Rockaways e outras partes de Nova York e Long Island que haviam sido evacuados ou danificados pela tempestade. Alguns fingiram ser trabalhadores da Con Ed para enganar suas vítimas; alguns outros, que seriam os saqueadores, se apresentaram como trabalhadores de resgate. Em 2 de novembro, foi relatado que "em Long Island, os saques se tornaram um problema tão grande que a polícia estadual está em patrulha". Além do saque de casas e lojas, assaltos à mão armada, desvio criminal de gasolina fora dos tanques dos veículos, e roubos de geradores foram relatados. Alguns nova-iorquinos ignoraram o conselho de evacuar antes do dia 6 de novembro, em favor da proteção de suas propriedades. Os furtos foram evitados por moradores, alguns armados, que surpreenderam aqueles que invadiram suas casas; também pela Guarda Nacional; e por grupos de vigilância de vizinhança.
Em 1º de novembro, um motorista de St. Albans foi preso sob a acusação de posse ameaçadora e criminosa de uma arma depois de tentar entrar em um posto Mobil na esquina da Astoria Boulevard com a Rua 43, no Queens, e apontou uma pistola para outro motorista que reclamou. Além disso, no Brooklyn, as pessoas discutiam em um posto de gasolina Getty. Foi ainda relatado que a gasolina, em grande demanda por veículos e geradores domésticos, tornou-se escassa e a frustração com o suprimento de combustível superou "a lista de problemas que causam tensões em Nova Jersey, Nova York e Connecticut, os estados mais atingidos por quedas de energia no rastro da supertempestade Sandy ". A partir de 6 de novembro, a polícia informou que 41 prisões foram feitas em Nova York decorrentes de brigas em linhas de gás. Isso excluiu a prisão de um adolescente em East Setauket, que puxou uma faca contra um funcionário da BP quando soube que estava sem gás de alta octanagem.
Nos cinco dias desde que Sandy atingiu a cidade de Nova York pela primeira vez, o Departamento de Polícia de Nova York relatou um leve declínio no número de grandes crimes em comparação com o mesmo período do ano anterior. Houve uma queda de 30% em roubos e assaltos, assim como um único homicídio comparado a 7 homicídios em 2011. Os assaltos relatados, no entanto, tiveram um pequeno aumento de 267 em 2011 para 271 no rastro de Sandy.

## Números e estatísticas

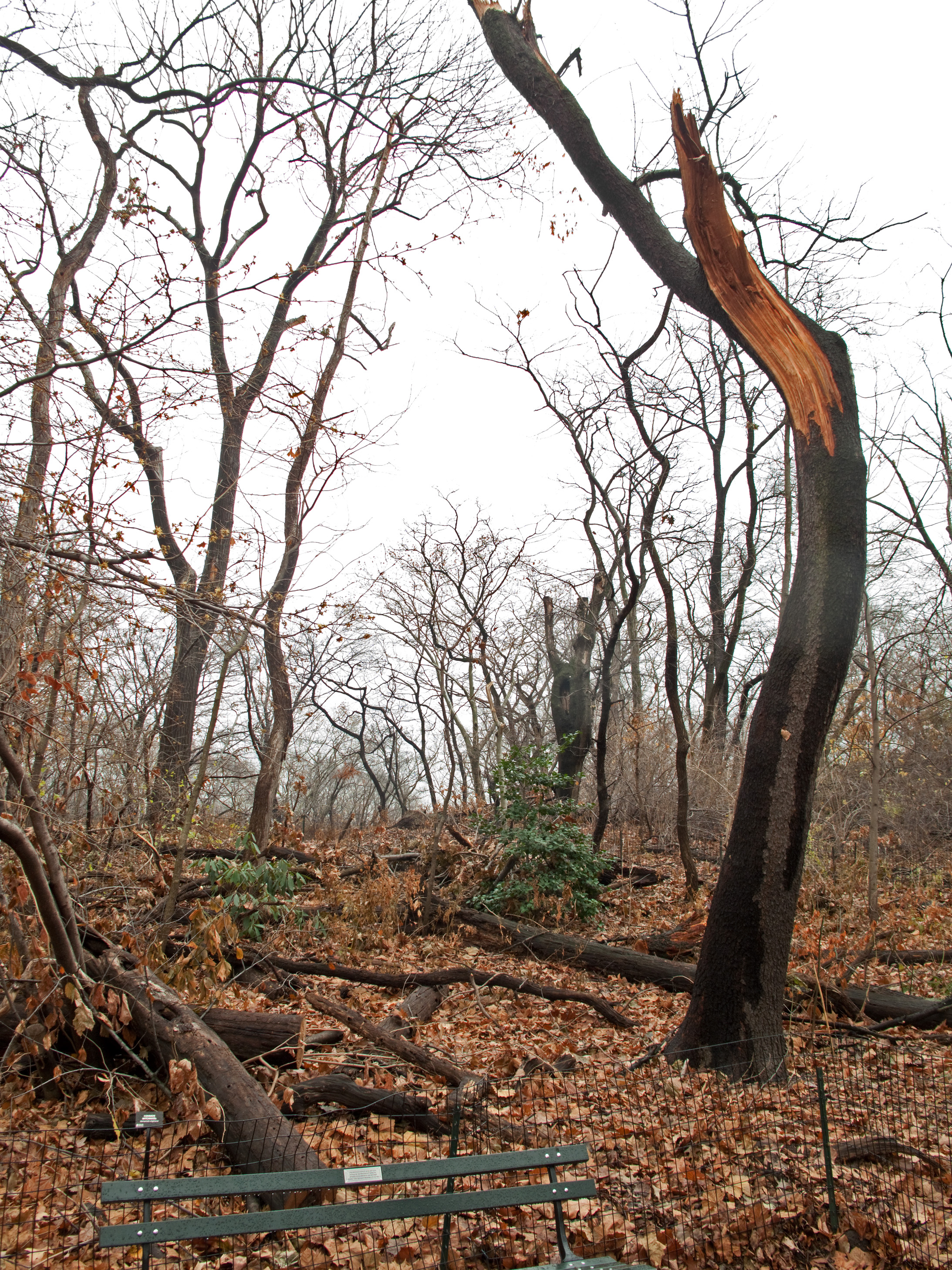
Árvores danificadas no Central Park

| Números e estatísticas do furacão Sandy na cidade de Nova York | |        |
| Número                                                         | Ocorrência | Ref.   |
| 19.000.000.000                                                 | Custo estimado em dólares dos danos causados pelo furacão                                                                                            | [ 94 ] |
| 1.100.000                                                      | O total de estudantes que ficaram sem aulas. As escolas e universidades fecharam por cinco dias.                                                     | [ 95 ] |
| 787.000                                                        | Total de residências e locais comerciais que ficaram sem energia                                                                                     | [ 96 ] |
| 78.450                                                         | Kits de conforto fornecidos pela Cruz Vermelha em Nova York e Nova Jersey. Os kits incluem xampu, sabonete, um pano, creme de barbear e uma navalha. | [ 97 ] |
| 57.000                                                         | Trabalhadores vindos de 30 estados e do Canadá que ajudaram a devolver energia à cidade.                                                             | [ 97 ] |
| 26.011                                                         | Chamadas feitas ao Departamento de Parques para árvores e galhos derrubados e pendurados.                                                            | [ 97 ] |
| 9.978                                                          | Total de voos cancelados nos três aeroportos da cidade                                                                                               | [ 98 ] |
| 124                                                            | Total de anos desde que a Bolsa de Valores foi fechada por dois dias por causa do clima; a última vez foi durante uma nevasca em 1888.               | [ 97 ] |
| 80                                                             | Número de casas queimadas no bairro de Breezy Point, no Queens                                                                                       | [ 99 ] |
| 15                                                             | Número de clientes em um bar na South Street Seaport antes do Dia de Ação de Graças. Público normal é de 110 pessoas nessa época.                    | [ 97 ] |
| 49                                                             | Número ttoal de apresentações da Broadway canceladas.                                                                                                | [ 97 ] |
| 15                                                             | Dias em que o sistema de racionamento de gasolina de Nova York esteve em vigor.                                                                      | [ 97 ] |
| 9,9                                                            | Nível da água, em metros, no Porto de Nova Iorque | [ 99 ] |
| 4,2                                                            | Nível da água, em metros, no Battery Park, em Manhattan                                                                                              | [ 99 ] |